# Strümpfelbach (Backnang)
Strümpfelbach ist ein Dorf und seit 1972 ein Ortsteil der Großen Kreisstadt Backnang im baden-württembergischen Rems-Murr-Kreis. Der kleine Ort liegt im Naturpark Schwäbisch-Fränkischer Wald.

## Geographische Lage
Das kleine Dorf liegt etwa 3,3 Kilometer nördlich der Backnanger Innenstadt im Tälchen des Eckertsbachs, eines rechten Zuflusses der Murr. Der Ort ist in zwei Teile gegliedert; westlich des Bachs liegt das so genannte Alt-Strümpfelbach, das historische Zentrum, in dem es viele ältere Bauernhäuser gibt und das historische Rathaus steht. Östlich davon, jenseits des Bachs und der Bundesstraße 14, liegt die Neu-Strümpfelbach oder Strümpfelbach-Ost genannte moderne Wohnsiedlung.
Zu Strümpfelbach gehört das Schloss Katharinenhof.

## Geschichte

### Mittelalter
Erstmals erwähnt wurde Strümpfelbach als Striumpfilbach im Jahre 1271. Der Ortsname geht auf eine alte deutsche Bezeichnung für einen Ablasszapfen für Wehre zurück. Ohne Zweifel bestand zwischen Backnang und Strümpfelbach im Mittelalter ein aufgestauter See, der vom Eckertsbach gespeist wurde. An diesen See erinnert auch der Name des Seehofs. Es ist unklar, wer den See einst anlegte. Jedenfalls gehörte der See im 14. Jahrhundert den Herren von Nippenburg, die als Stadtadlige in Backnang residierten. Am 13. Februar 1399 veräußerten die Brüder Fritz und Wolf von Nippenburg sowie Anna von Venningen, Ehefrau des Fritz, den See für 90 Goldgulden an das Augustiner-Chorherrenstift Backnang. Beim See lag die verschwundene Ortschaft Matzenhart. Wann der See abgegangen ist, ist unbekannt. 

### Neuzeit
In der frühen Neuzeit wurde Strümpfelbach ein Stadtweiler von Backnang. In den Jahren 1698, 1713 und 1732 ist Strümpfelbach als Besitz Backnangs erwähnt. Nach der Zerstörung Backnangs im Pfälzischen Erbfolgekrieg durch die Franzosen 1693 forderten die Backnanger eine finanzielle Beteiligung ihrer Stadtweiler am Wiederaufbau. Die Beziehungen zu Backnang waren stets eng, obwohl Strümpfelbach kirchlich zu Oppenweiler gehörte. Als 1766 der Strümpfelbacher Christian Körner einen Antrag auf Aufnahme in Backnang stellte und um die Bürgerrechte nachsuchte, teilten ihm die Backnanger mit, dass er als Einwohner Strümpfelbachs bereits Bürger von Backnang sei. Allerdings waren die Beziehungen der beiden Orte auch nicht immer von Harmonie geprägt. 1772 zogen Vertreter von Strümpfelbach und Backnang vor das Hofgericht in Tübingen, da der Grenzverlauf zwischen den Orten nicht genau bestimmt werden konnte. Der Prozess endete mit einem Vergleich, der dem Dorf mehr Unabhängigkeit verlieh. In der Folgezeit strebte Strümpfelbach die vollständige Autonomie an, doch erst im Jahr 1823 wurde das Dorf zu einer selbstständigen Gemeinde erhoben. Allerdings hatte das Dorf zunächst kein Rathaus, keine Kirche und keinen Friedhof. 1842 wurde ein Schulhaus errichtet, das zugleich als Rathaus genutzt wurde. Die Verstorbenen beerdigte man in Oppenweiler. Im 19. Jahrhundert lebten die Strümpfelbacher größtenteils von der Landwirtschaft. Auch der Weinbau war im 19. Jahrhundert noch bedeutend, allerdings gab es in Strümpfelbach selbst keine Weinlagen mehr, vielmehr bewirtschafteten die Strümpfelbacher Wengerter Weinberge auf Großaspacher Markung. Bis zum Ersten Weltkrieg wurden diese Weinberge aber wegen der Reblaus und anderen Schädlingen aufgegeben. 
Im Zuge der Gebietsreform in den 1970er Jahren wurde Strümpfelbach 1972 ein Ortsteil von Backnang.
Bundesweit bekannt wurde Strümpfelbach 1984/1985 als Wohnort des Polizeibeamten Norbert Poehlke, der von den Medien Hammermörder genannt wurde, obwohl er keinen seiner Morde mit einem Hammer begangen hatte. Nach mehreren Morden und Raubüberfällen ermordete er am 13. Oktober 1985 in seinem Haus in Strümpfelbach seine Ehefrau und den älteren seiner zwei Söhne. Anschließend flüchtete er zusammen mit dem jüngeren Sohn nach Italien. Am 25. Oktober 1985 tötete er am Strand von Torre Canne seinen Sohn und anschließend sich selbst. Poehlke hatte insgesamt sechs Morde begangen.

## Bevölkerung

### Einwohnerentwicklung
- 1810: 200 Einwohner[4]
- 1828: 212[5]

## Politik

### Schultheißen und Bürgermeister
Die wohlhabenden und angesehene Landwirte stellten zumeist die Schultheißen, die man umgangssprachlich auch Bauraschultes (Bauernschultheiß) nannte. Erst 1930 wurde in Württemberg die Amtsbezeichnung Schultheiß durch Bürgermeister ersetzt.
Liste der Schultheißen (unvollständig, Amtszeiten teilweise unklar):
- 1810: Adam Körner (Schultheißen-Amtsverweser)[4]
- 1828: Schlipf[5]
- 1908: Gottlob Metzger[6]

## Bilder von Strümpfelbach

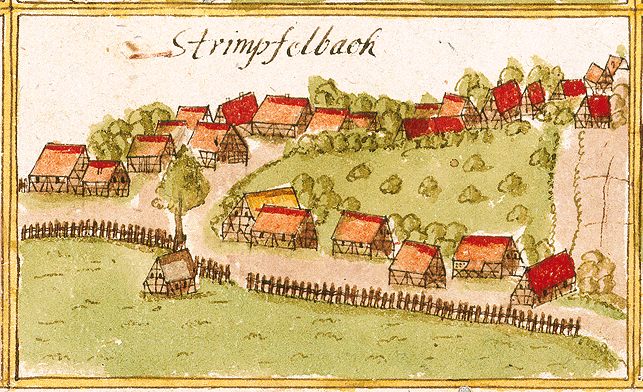
Der Ort im 17. Jahrhundert
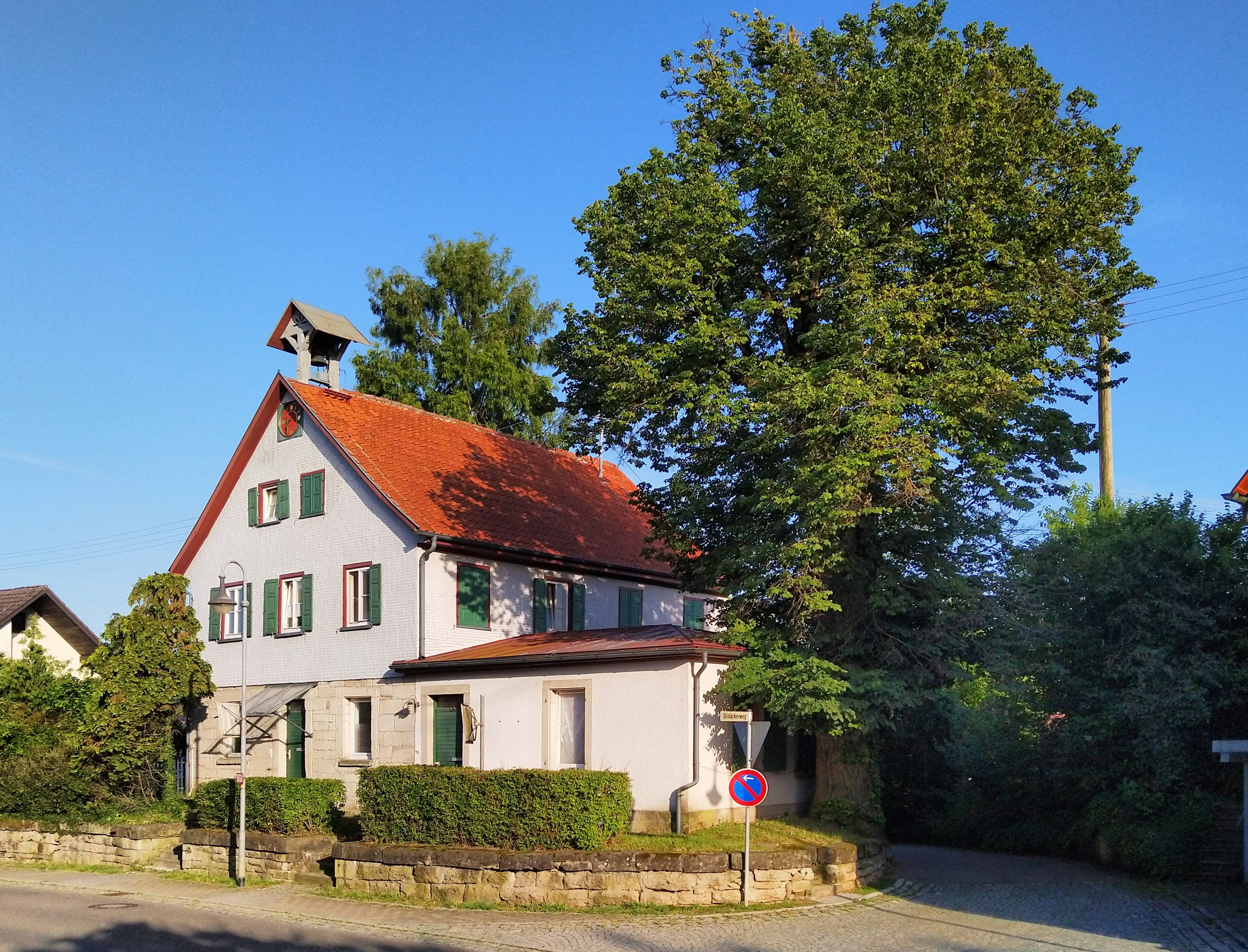
Altes Rathaus
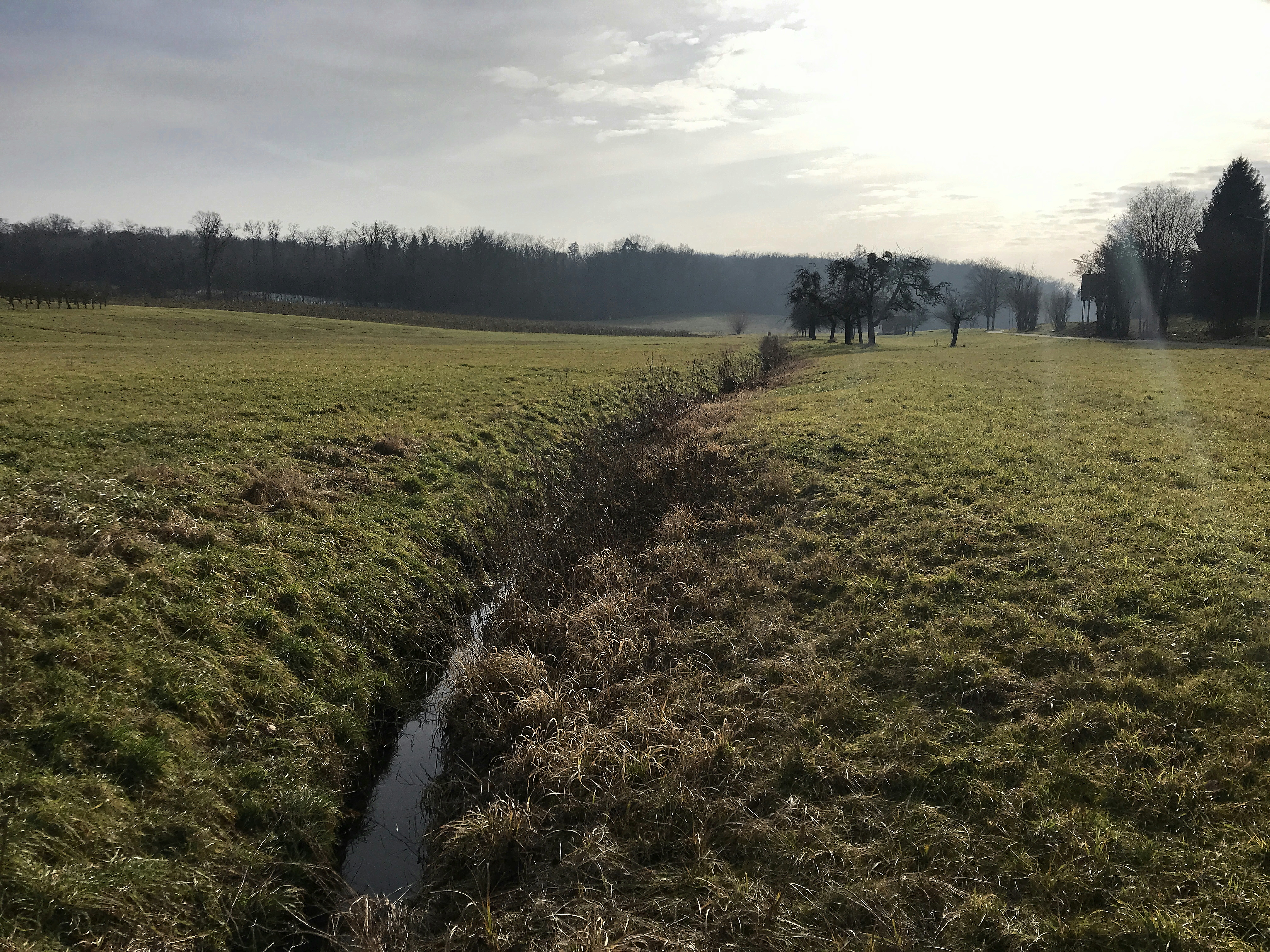
Der Eckertsbach

## Persönlichkeiten

### Ehrenbürger
- 1927: Karl von Metzger[7]
- 1935: Paul Reusch[7]
- 1960: Hermann Reusch[7]

### Mit Strümpfelbach verbundene Personen
- Paul Reusch (1868–1956), Industrieller, langjähriger Vorstandsvorsitzender der Gutehoffnungshütte
- Hermann Reusch (1896–1971), Industriemanager
- Norbert Poehlke (1951–1985), Polizist, Bankräuber und Serienmörder